# Paschen (cràter)
Paschen és un cràter d'impacte pertanyent a la cara oculta de la Lluna. El relativament gran cràter satèl·lit Paschen M es troba parcialment sobre la vora sud de Paschen, i gairebé formen una parella combinada d'impactes amb sols una secció de terreny irregular a la seva frontera comuna. El petit però ben format cràter Paschen S travessa la vora sud-oest de Paschen, per la qual cosa la major part de la seva vora sud ha desaparegut.

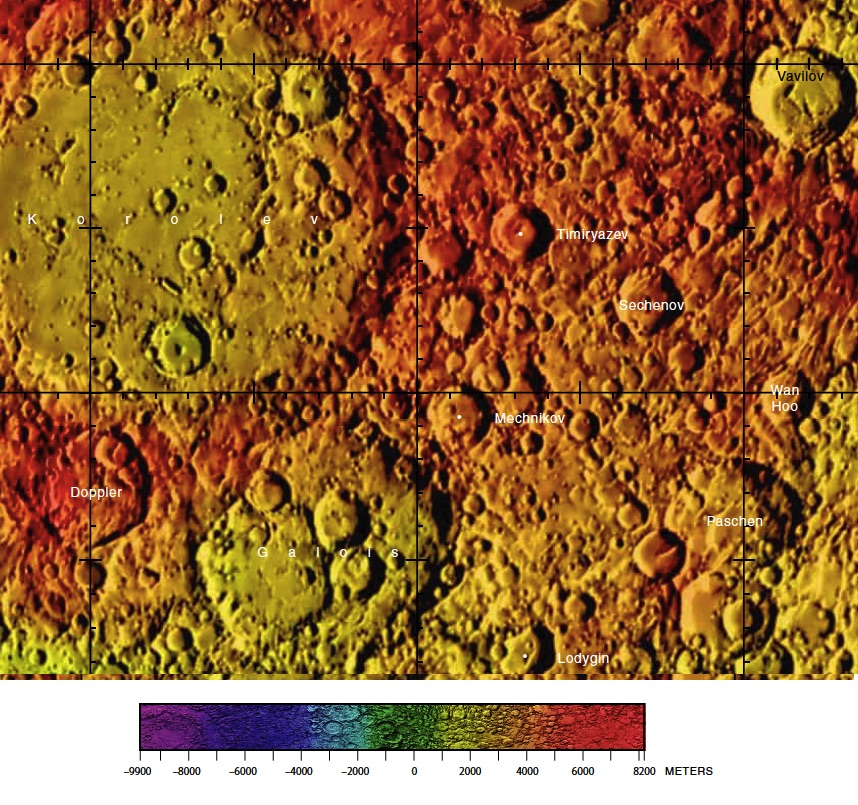
Localització de Paschen (proper a la cantonada inferior dreta de la imatge)

La resta del brocal no està en condicions molt millors, apareixent desgastat i erosionat, amb múltiples petits cràters en la vora i en la paret interior. La major part de l'estructura del contorn ha estat desgastada per impactes i dipòsits posteriors de materials ejectats, que formen acúmuls arrodonits que cobreixen l'interior corb. Una petita cadena de cràters travessa la vora i la paret interior cap a l'oest-nord-oest. Una sèrie de diversos petits cràters es localitza en la part sud-est del sòl interior.
Paschen es troba a l'est de la plana emmurallada de major grandària Galois, i al sud-oest de l'enorme cràter Hertzsprung. Al voltant de mig diàmetre de distància al nord-est de Paschen es troba Wan-Hoo, i més al nord-nord-oest es troba Sechenov.

## Cràters satèl·lit
Per convenció aquests elements són identificats en els mapes lunars posant la lletra en el costat del punt central del cràter que està més proper a Paschen.
|         | \| Paschen \| Coordenades \| Diàmetre \| \| ------- \| -------------------------------------- \| -------- \| \| G \| 14° 18′ S, 135° 24′ O / 14.3°S,135.4°O \| 29 km \| \| H \| 16° 00′ S, 135° 36′ O / 16.0°S,135.6°O \| 27 km \| \| K \| 17° 54′ S, 138° 54′ O / 17.9°S,138.9°O \| 57 km \| \| L \| 16° 24′ S, 139° 30′ O / 16.4°S,139.5°O \| 38 km \| \| M \| 16° 06′ S, 140° 00′ O / 16.1°S,140.0°O \| 94 km \| \| S \| 14° 30′ S, 142° 00′ O / 14.5°S,142.0°O \| 48 km \| \| U \| 13° 12′ S, 143° 00′ O / 13.2°S,143.0°O \| 29 km \| |          |
| Paschen | Coordenades | Diàmetre |
| G       | 14° 18′ S, 135° 24′ O / 14.3°S,135.4°O | 29 km    |
| H       | 16° 00′ S, 135° 36′ O / 16.0°S,135.6°O | 27 km    |
| K       | 17° 54′ S, 138° 54′ O / 17.9°S,138.9°O | 57 km    |
| L       | 16° 24′ S, 139° 30′ O / 16.4°S,139.5°O | 38 km    |
| M       | 16° 06′ S, 140° 00′ O / 16.1°S,140.0°O | 94 km    |
| S       | 14° 30′ S, 142° 00′ O / 14.5°S,142.0°O | 48 km    |
| U       | 13° 12′ S, 143° 00′ O / 13.2°S,143.0°O | 29 km    |